# Најсерије
Најсерија је род грам-негативних аеробних бактерија лоптастог облика (коке), које се најчешће налазе распоређене у паровима — диплококе. Живе на слузикожи. Патогене за човека су најсерија гонореје лат. Neisseria gonorrhoeae, изазивач гонореје, и најсерија менингитиса лат. Neisseria meningitidis, један од изазивача менингитиса.

## Најсерија гонореје
Најсерију гонореје открио је 1879. године немачки лекар Алберт Најсер, по коме ове бактерије носе име.
Најсерија гонореје се зове још и гонокок. То су грам негативне диплококе пречника око 1μm. На површини се налазе посебне творевине - пили, које имају улогу у причвршћивању ових бактерија за епителне ћелије слузокоже. Гонококе се могу узгајати на влажним, хранљивим подлогама богатим беланчевинама у атмосфери која садрже 5-10% угљен-диоксида.

### Патогеност
Најсерија гонореје изазива сексуално преносиву болест гонореју. Гонококе се преносе путем полног односа и изазивају локалну инфекцију урогениталног тракта праћену настанком и скрецијом гноја. Код мушкараца настаје најчешће запаљење уретре (уретритис), али се ширењем инфекције може јавити и запаљење простате (простатитис) и посеменика (епидидимитис). 
Код жена може настати запаљење грлића материце, ређе салпингитис, перитонитис итд.
Уколико се бактерије пренесу на конјунктиву ока, настаје акутни, гнојави конјунктивитис, јавља се код новорођенчета. Гонококе могу изазвати још запаљење зглобова-артритис, запаљење ждрела-фарингитис, па чак и запаљење ендокарда-ендокардитис у случају ширења путем крви.
Најсерије гонореје поседују посебне структуре, пили, помоћу којих се причврсте за површину слузокоже. Затим следи инвазија у околне ћелије путем ендоцитозе. У својој спољашњој мембрани поседују порине који спречавају фузију фагозома и лизозома унутар ћелија одбрамбеног система, тако да могу да преживе и чак да се размножавају унутар њих. Неке протеазе коју оне секретују могу да разлажу нека секреторна антитела што им омогућава да избегну дејство одбрамбеног система. 
У изоловању најсерије гонореје користе се посебне хранљиве подлоге (Тајер-Мартинове подлоге) за њено узгајање. Бактерија се може идентификовати и путем имунофлуоросценције или коаглутинације.

## Најсерија менингитиса
Најсерије менингитиса или менингококе су грам негативне диплококе, величине око 1 μm, непокретне су и поседују полисахаридну капсулу. Један су од изазивача менингитиса (запаљење можданица), који се тада често јавља епидемијски.

### Типови
На основу хемијске грађе капсуле постоји више подгрупа (серогрупе): А, Б, Ц, Д итд. укупно 12. Епидемије изазивају подгрупе А, ређе Б или Ц.

### Патогеност
Код 5-10% становништва најсерије менингитиса спадају у нормалну бактеријску флору горњих дисајних путева. Уколико дође до њиховог претераног ширења, нпр. услед смањене активности одбрамбеног система, може дођи до захватања можданих опни, плућа, ендокарда итд. Менингитис настаје нагло, након 2-3 дана инкубације праћен је јаком главобољом, укоченешћу врата (менингизмус), повишеном температуром. Менингококе могу довести и до сепсе и Ватерхаус-Фридрихсеновог синдрома-сепсе са некрозом надбубрежних жлезда итд.
Против менингокока серогрупа А, Ц, енгл. Y, енгл. W. постоји вакцина, али не и против серогрупе Б, која је најчешћа у Европи.